# Hringvegur

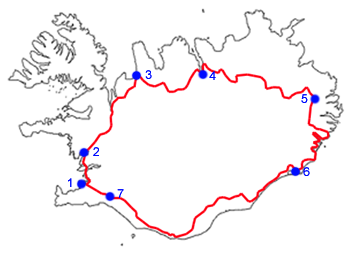
La carretera de circumval·lació d'Islàndia i algunes de les ciutats que connecta: (1) Reykjavík, (2) Borgarnes, (3) Blönduós, (4) Akureyri, (5) Egilsstaðir; (6) Höfn; (7) Selfoss

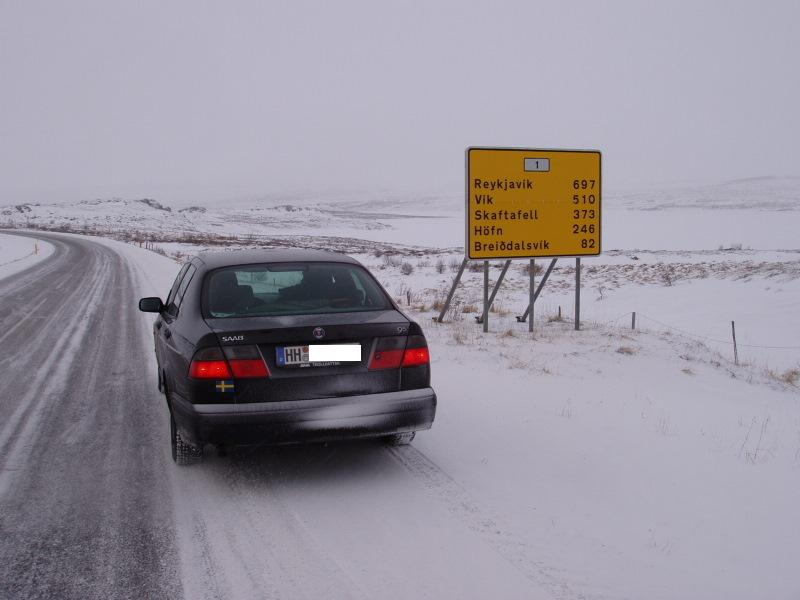
Senyalització amb distàncies a prop d'Egilsstaðir

El Hringvegur o Ruta 1 (islandès: Þjóðvegur 1) és la carretera principal d'Islàndia que fa la volta a tota l'illa i connecta les parts més poblades del país. La carretera té un total de 1.339 quilòmetres.
La carretera és de dos carrils pràcticament pertot arreu, amb un carril en cada sentit. Quan passa per les ciutats més grans pot tenir més carrils, com passa a Reykjavík i al túnel Hvalfjörður. La majoria dels ponts més petits són d'un sol carril i acostumen a estar fets de fusta o d'acer. El camí està pavimentat amb asfalt durant la major part de la seva longitud, però encara hi ha trams a la part oriental del país amb una superfície de grava sense asfaltar. L'administració de camins d'Islàndia, Vegagerðin, supervisa el manteniment i la creació de vies d'accés als camins més petits del país. El cercle que forma la carretera es va acabar l'any 1974, per celebrar els 1100 anys de la colonització.
La velocitat màxima en la major part de la carretera és de 90 quilòmetres per hora a les zones pavimentades i de 80 km/h a les parts de grava.
El trànsit a la carretera varia segons la ubicació. A prop de Reykjavík el volum està al voltant dels 5.000-10.000 vehicles per dia, força lluny de la resta de grans ciutats islandeses que amb prou feines tenen 100 vehicles per dia de mitjana. És una carretera força popular entre els turistes, ja que connecta gran part del país, especialment molts llocs d'interès turístic.
La part sud de la carretera ha quedat destruïda algunes vegades per col·lapse glacial causat normalment per la calor geotèrmica o la fusió del gel de les glaceres, com ara Vatnajökull, que es troba a sobre dels volcans propers.

## Llista de ciutats i pobles de la Ruta 1
Aquestes són les poblacions que es troben al pas de la ruta 1 viatjant en el sentit de les agulles del rellotge sortint des de Reykjavík:
- Reykjavik
- Mosfellsbær
- Grundarhverfi
- Borgarnes
- Bifröst
- Brú
- Blönduós
- Akureyri
- Reykjahlíð
- Egilsstaðir
- Breiðdalsvík
- Djúpivogur
- Höfn
- Kirkjubæjarklaustur
- Vík í Mýrdal (Vík)
- Skógar
- Hvolsvöllur
- Hella
- Selfoss
- Hveragerði